# AS Adema
Association sportive Adema Analamanga je madagaskarský fotbalový klub. Sídlí v hlavním městě Antananarivo a jeho domácím stadionem je Mahamasina. Klub byl založen v roce 1955 a jeho barvami jsou červená, zelená a bílá. AS Adema získala mistrovský titul v letech 2002, 2006 a 2012. Vyhrála madagaskarský pohár 2007, 2008 a 2009 a superpohár 2006 a 2008. Největším mezinárodním úspěchem je čtvrtfinále Poháru CAF v roce 2002.
Klub je zapsán v Guinnessově knize rekordů díky nejvyššímu brankovému rozdílu dosaženému v soutěžním fotbalovém zápase, když 31. října 2002 porazil v utkání finálové skupiny nejvyšší madagaskarské soutěže SO l'Emyrne 149:0. Příčinou kuriózního výsledku bylo, že obhájce titulu Emyrne se cítil poškozen rozhodčím v předchozím zápase s DSA Antananarivo a rozhodl se toto utkání sabotovat; jeho hráči si sami vstřelili 149 vlastních branek. Po zápase Malgašská fotbalová federace distancovala trenéra Emyrne a čtyři hráče.